# Zwolle
Zwolle ([ˈzʋɔlə]ⓘ) es una ciudad y un municipio del este de los Países Bajos, capital de la provincia de Transisalania (Overijssel), a orillas del río IJssel. El 31 de enero de 2022 contaba con una población de 130.872 habitantes. Al norte se encuentra Giethoorn, una pequeña localidad conocida como "la Venecia verde" o "la Venecia del norte", una de sus atracciones turísticas.

## Historia
Hallazgos arqueológicos encontrados en el área de Zwolle indican que ya había una tribu Isala viviendo alrededor en aquella zona en 1500 a. C.. En el suburbio de Zwolle-Zuid se encontró un yacimiento del Neolítico en los años 1970. La ciudad fue fundada alrededor del 800 d. C. por frisones, mercaderes y tropas de Carlomagno. El nombre de Zwolle viene de la palabra Suolle, que significa montaña (relacionado con el verbo inglés "to swell"). Zwolle se fundó en una montaña entre los tres ríos que rodean la ciudad, IJssel, Vecht y Zwarte Water. Este monte fue la única parte que no fue anegada durante las inundaciones.
La mención más antigua sobre Zwolle data del 1040. Antiguos documentos hablan de una iglesia dedicada a San Miguel Arcángel. Esta iglesia, la Grote o Sint Michaëlskerk, fue reconstruida a medianos del siglo XV y aún perdura. La iglesia contiene un púlpito esculpido, trabajo de Adam Straes van Weilborch (hacia 1620), otras buenas esculturas y el órgano (1721).

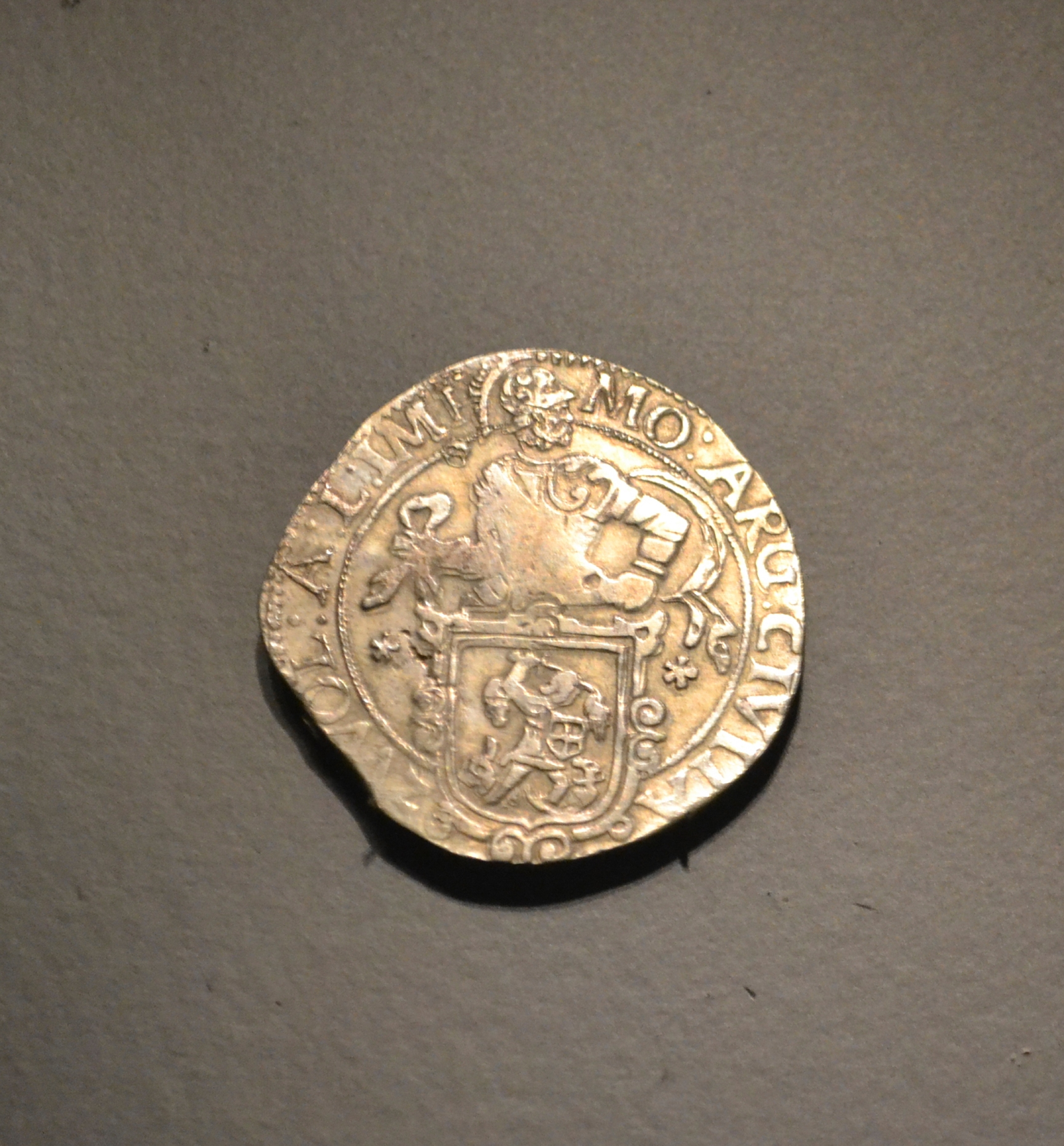
Moneda de Zwolle de 1642.

El 30 de agosto de 1230, el obispo de Utrecht dio a Zwolle los derechos de ciudad. En julio de 1324 y en octubre de 1361, un noble de la región quemó Zwolle. En estos incendios, solo nueve edificios se salvaron de las llamas.
La Edad de Oro de Zwolle llegó en el siglo XV. Zwolle fue un importante miembro de la Liga Hanseática y una de las más importantes ciudades del norte de los Países Bajos. Entre 1402 y 1450, la ciudad vivió un momento de esplendor, la riqueza de la ciudad se multiplicó por seis. En 1528 anexionada por Carlos I de España, junto al resto del Obispado de Utrech, pasó a formar parte de los Países Bajos de los Habsburgo, hasta el 16 de junio de 1580, cuando definitivamente expulsan a las tropas españolas y la población católica.
Alrededor de 1911, Zwolle fue un puerto destacado para el transporte de mercancías fluviales, un gran mercado de la pesca y de los productos de ganado más importantes de los Países Bajos después de Róterdam. Las industrias más importantes eran las fábricas de algodón, metalurgias, construcción de barcos, tintes, telas y sal.

## Blauwvingers
Los ciudadanos de Zwolle son comúnmente conocidos como blauwvingers (dedos azules). La leyenda cuenta que el gobierno local se vio obligado a vender la campana de la iglesia a Kampen por falta de dinero. Pero para asegurarse de que los vecinos de Kampen no hicieran negocio con ella, dada la rivalidad entre las poblaciones, se aseguraron de venderla a un precio bien alto. Kampen aceptó el trato, con la condición de que ellos elegirían el modo de pago. Zwolle aceptó y Kampen pagó con monedas de cobre de cuatro duiten. Hecho el pago, Zwolle quiso asegurarse que Kampen había pagado la totalidad del precio. Las autoridades locales contaron el dinero con sus manos y sus dedos se quedaron azules fruto del roce con el cobre.

## Edificios

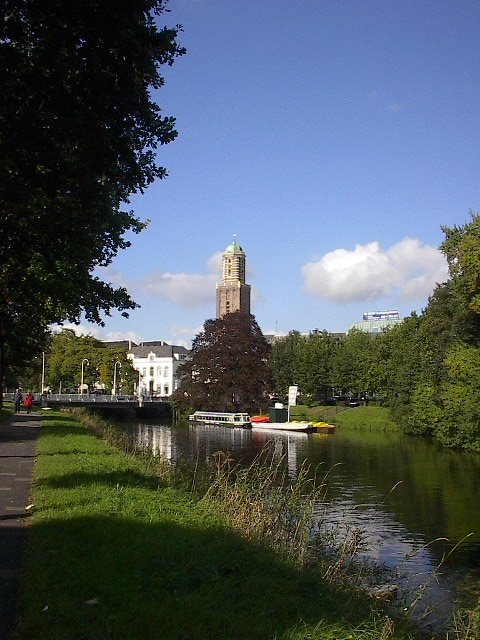
Peperbus.

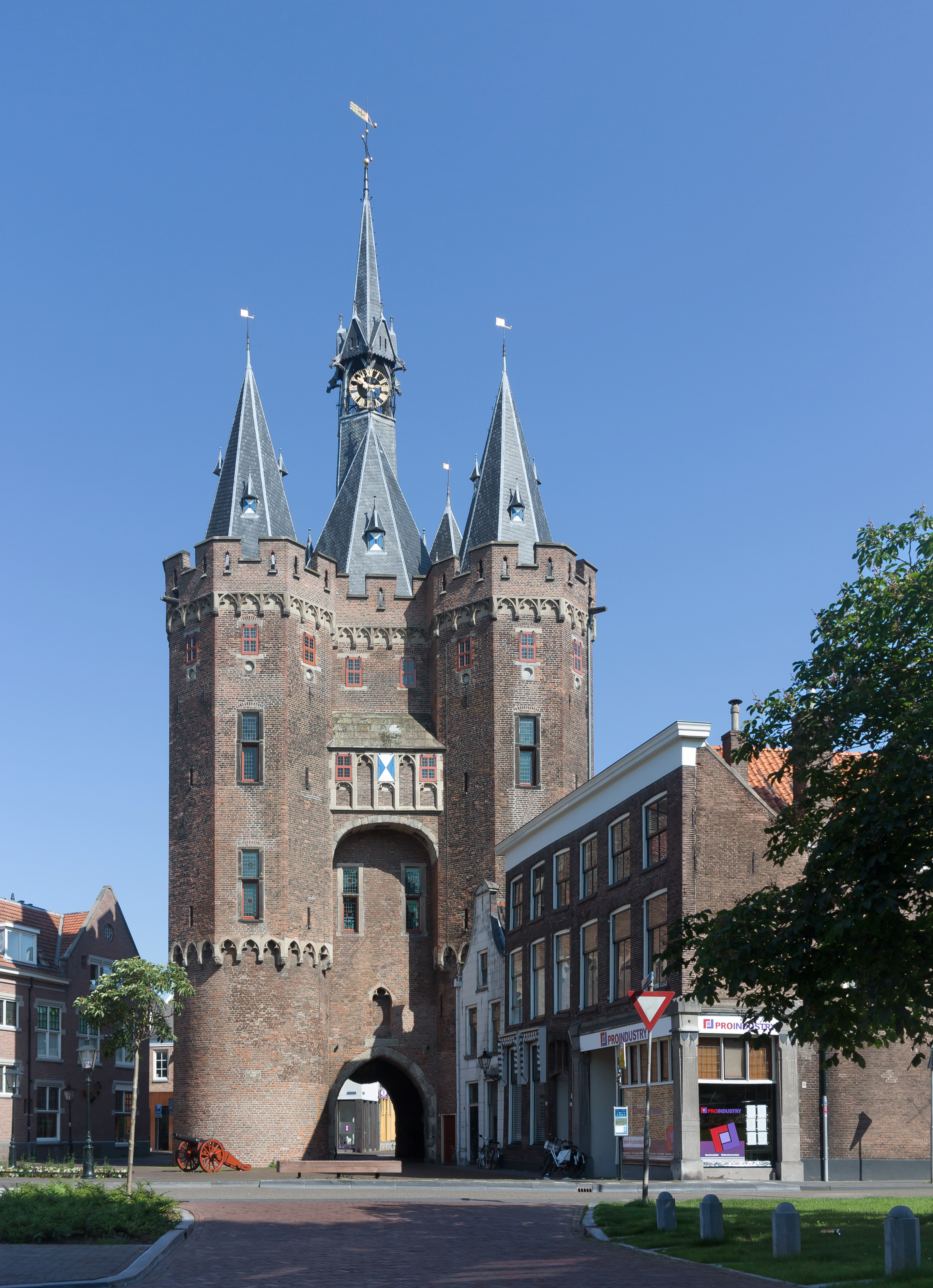
Sassenpoort

Al lado de la Grote of Sint Michaëlskerk, se encuentran varios de los monumentos de Zwolle. La basílica románica de Onze Lieve Vrouwe ten Hemelopneming (Nuestra señora de la Ascensión) terminada en 1399. La torre de la iglesia, llamada Peperbus (pimentero o bote de pimienta), es una de las más altas e importantes de los Países Bajos. Fue construida en 1448. Es posible visitarla y contemplar desde ella una magnífica vista de Zwolle, ya que es el punto más alto del casco urbano.
Debe ser mencionado el Sassenpoort (una de las antiguas puertas de la ciudad), la Mosterdmakerstoren (edificio donde se hacía mostaza), el gremio (1571), las oficinas provinciales, el monasterio dominico y el museo de historia natural.

## Vivir en Zwolle

### Descripción
Zwolle es una de las ciudades neerlandesas con mejor calidad de vida. Al igual que en la mayoría de estas, la vida se concentra alrededor del casco antiguo, núcleo de todos los comercios, servicios y locales de ocio. Los parques no faltan en esta ciudad tampoco, incluso cuenta con varios lagos con playas artificiales montadas en ellos, perfectamente preparadas para barbacoas y otras actividades al aire libre.
El centro concentra muchísimos establecimientos comerciales, cumpliendo en su mayoría los horarios típicos neerlandeses, de 9 de la mañana a 5 o 6 de la tarde, a excepción de los lunes que abren a la 1 de la tarde y los jueves que cierran a las 9 de la noche. Algunas cadenas como el Media Markt abren de lunes a sábado hasta las 22 horas. El primer domingo de mes está también todo abierto menos los supermercados (algunos si abren pero no todos). Las panaderías y otros pequeños establecimientos alimenticios y/o familiares no suelen abrir los domingos. Los festivos suelen cerrar la mayoría de los establecimientos aunque algunas cadenas comerciales abren parcialmente.

### Actividades
En Zwolle se celebran varios festivales, uno de los más importantes, es el 5 de mayo y es llamado Bevrijdingsfestival (Festival de la Liberación). Este festival es único para cada provincia y Zwolle concentra el de Overijssel, donde acuden más de 150.000 personas. Actuaciones gratuitas durante más de 12 horas, varios escenarios y estilos.

### Vida de estudiante
Zwolle se está convirtiendo en un destino para muchos estudiantes extranjeros. En 2006, unos 100 estudiantes de diferentes nacionalidades se concentraron en esta ciudad. La universidad de Windesheim, es una de las más importantes en la zona, pues atrae a estudiantes de varios puntos de la geografía neerlandesa, aparte de estudiantes internacionales.
Existen ciertos puntos donde los estudiantes de Zwolle se concentran, uno de ellos es el pub del centro, Het Vliegende Paard (El Caballo volador), sede de la asociación estudiantil de Windesheim.

### Vida nocturna
La vida nocturna de Zwolle es bastante rica. El centro concentra más de veinticinco pubs distintos, de diferentes ambientes y estilos. La mayoría de estos, como muy tarde, cierran a las dos pero abren generalmente todas las noches.
En el exterior del casco antiguo existe también una sala de conciertos donde hay actividades casi diarias.
La ciudad de Zwolle concentra cuatro coffee-shops.

## Deportes
| Equipo    | Deporte | Competición | Estadio           | Creación |
| --------- | ------- | ----------- | ----------------- | -------- |
| FC Zwolle | Fútbol  | Eredivisie  | FC Zwolle Stadion | 1990     |

## Personajes célebres
Personas célebres que han vivido en Zwolle (selección)
- Tomás de Kempis
- Gerard Terborch
- Michael Minsky
- Piet Schrijvers
- Charlotte Wessels

## Galería

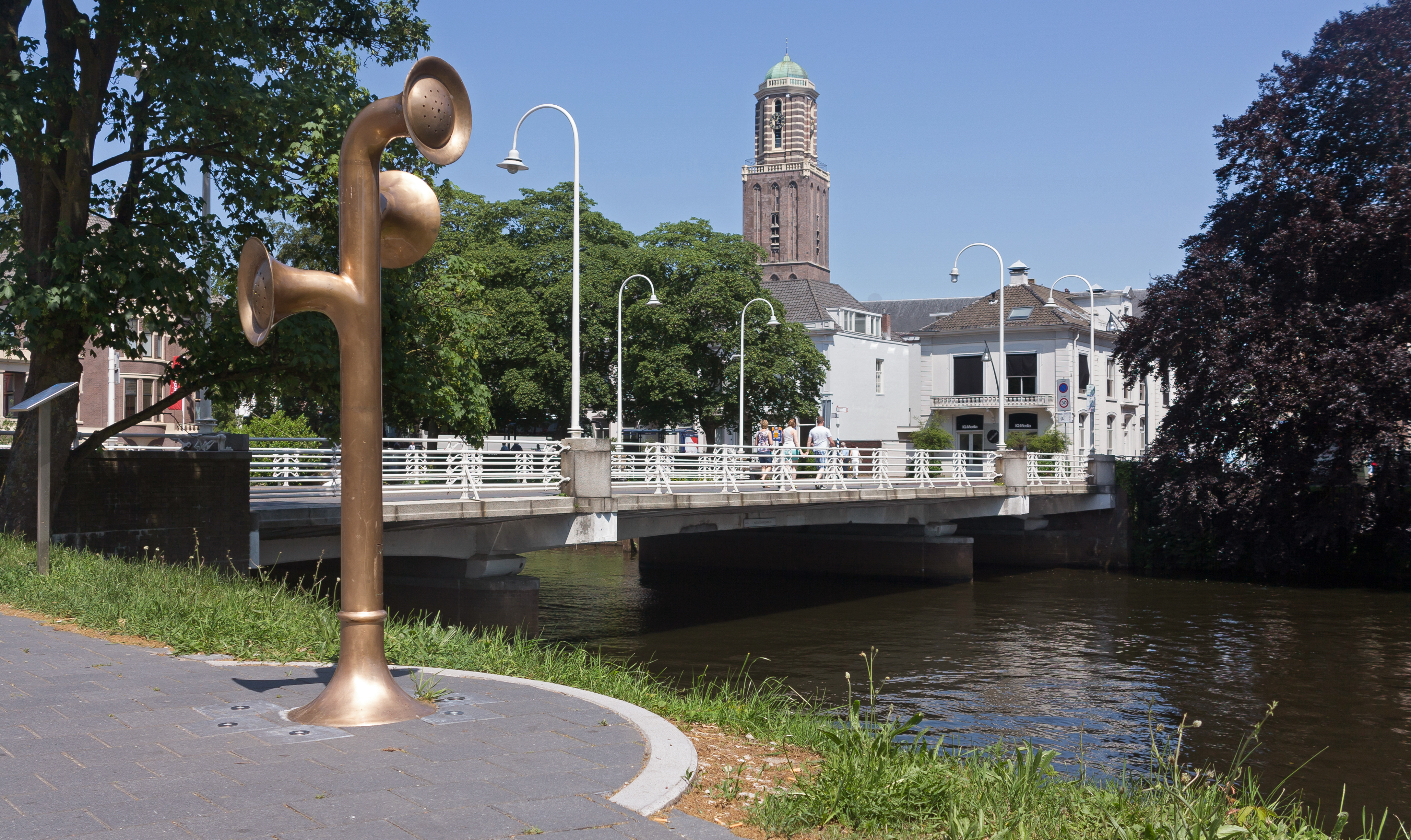
La escultura y le puente
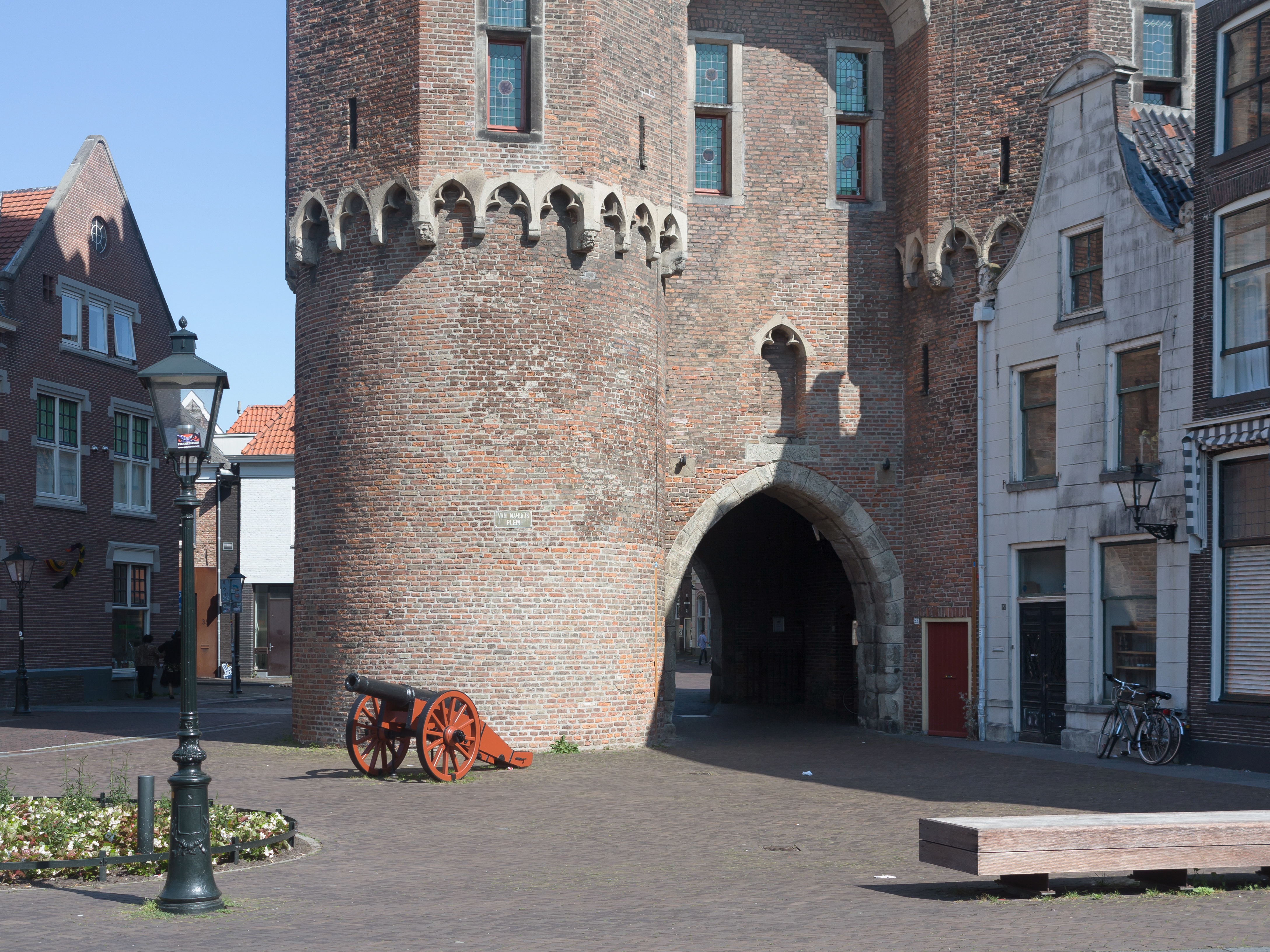
El cañón cerca del Sassenpoort
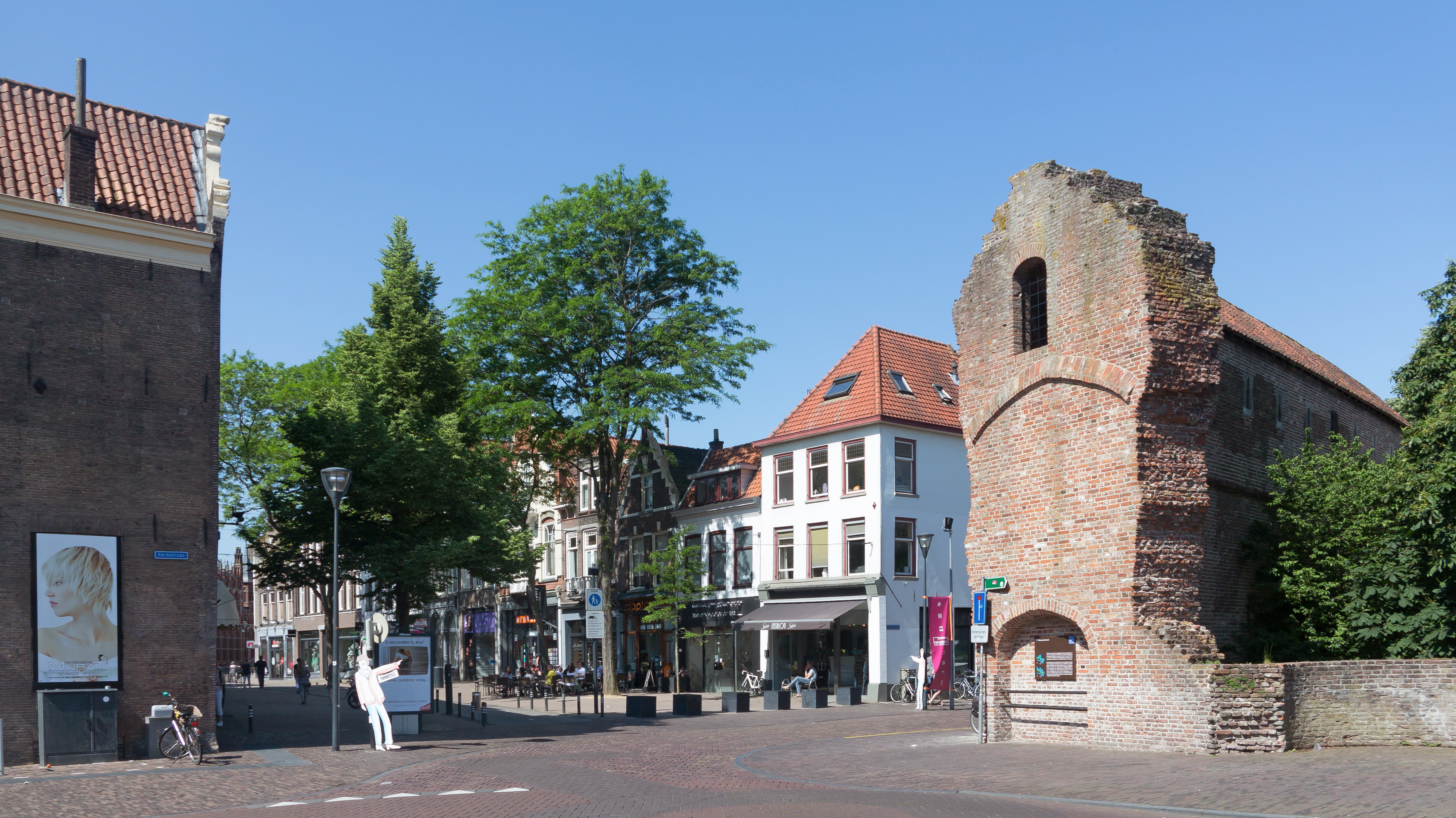
El Dieserpoortenbolwerk
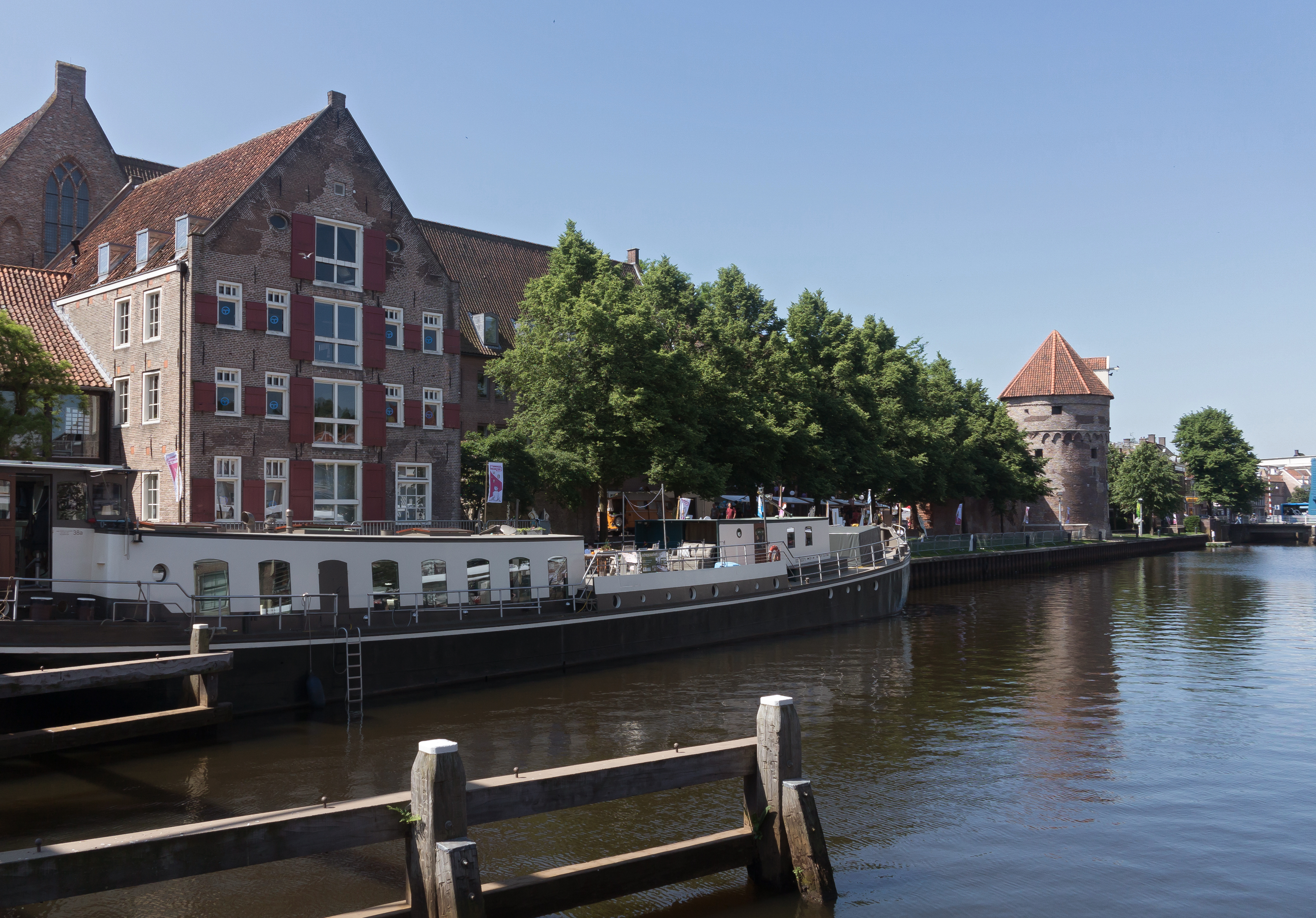
El Josefien y Wijndragerstoren
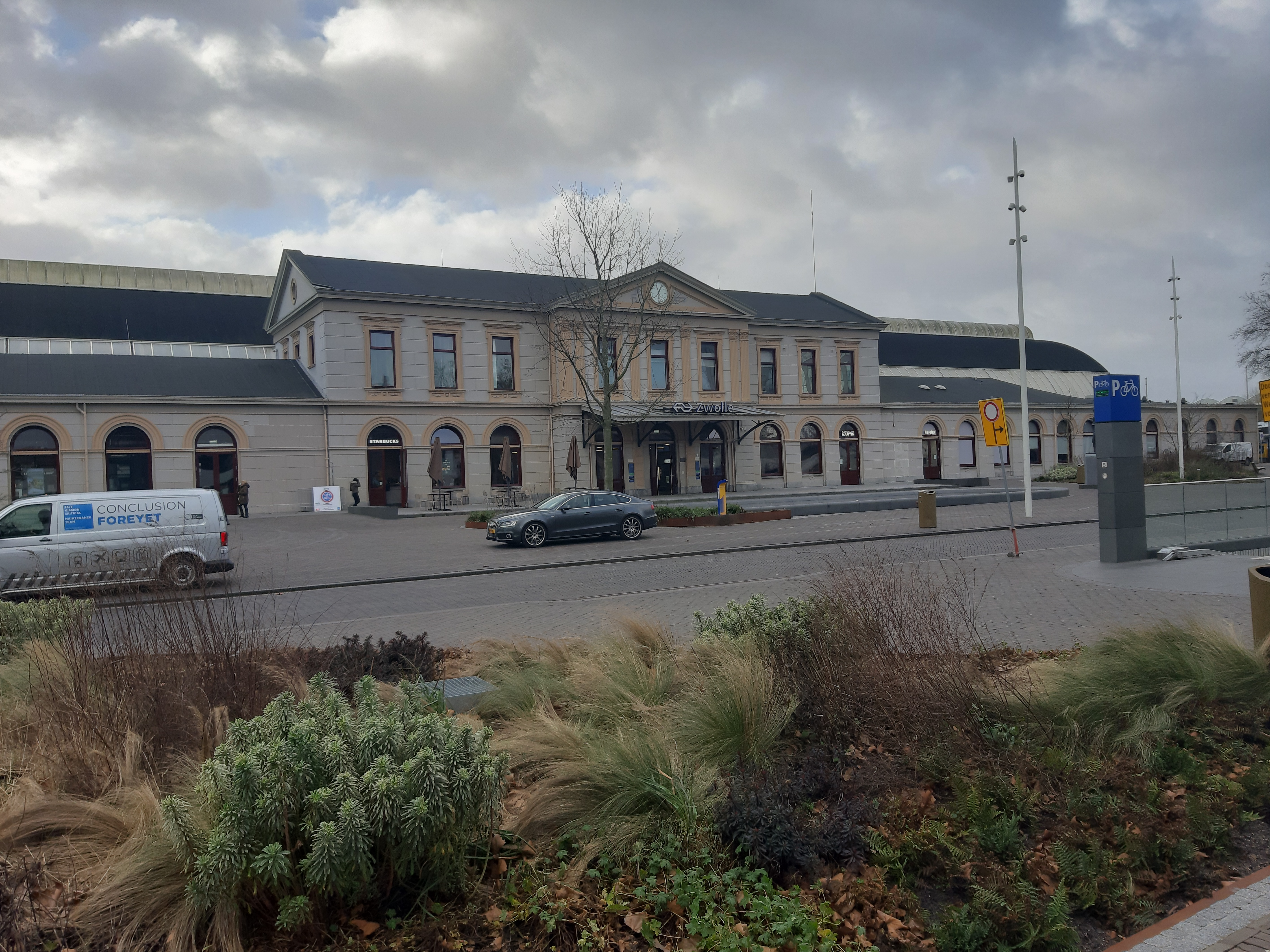
La estacion
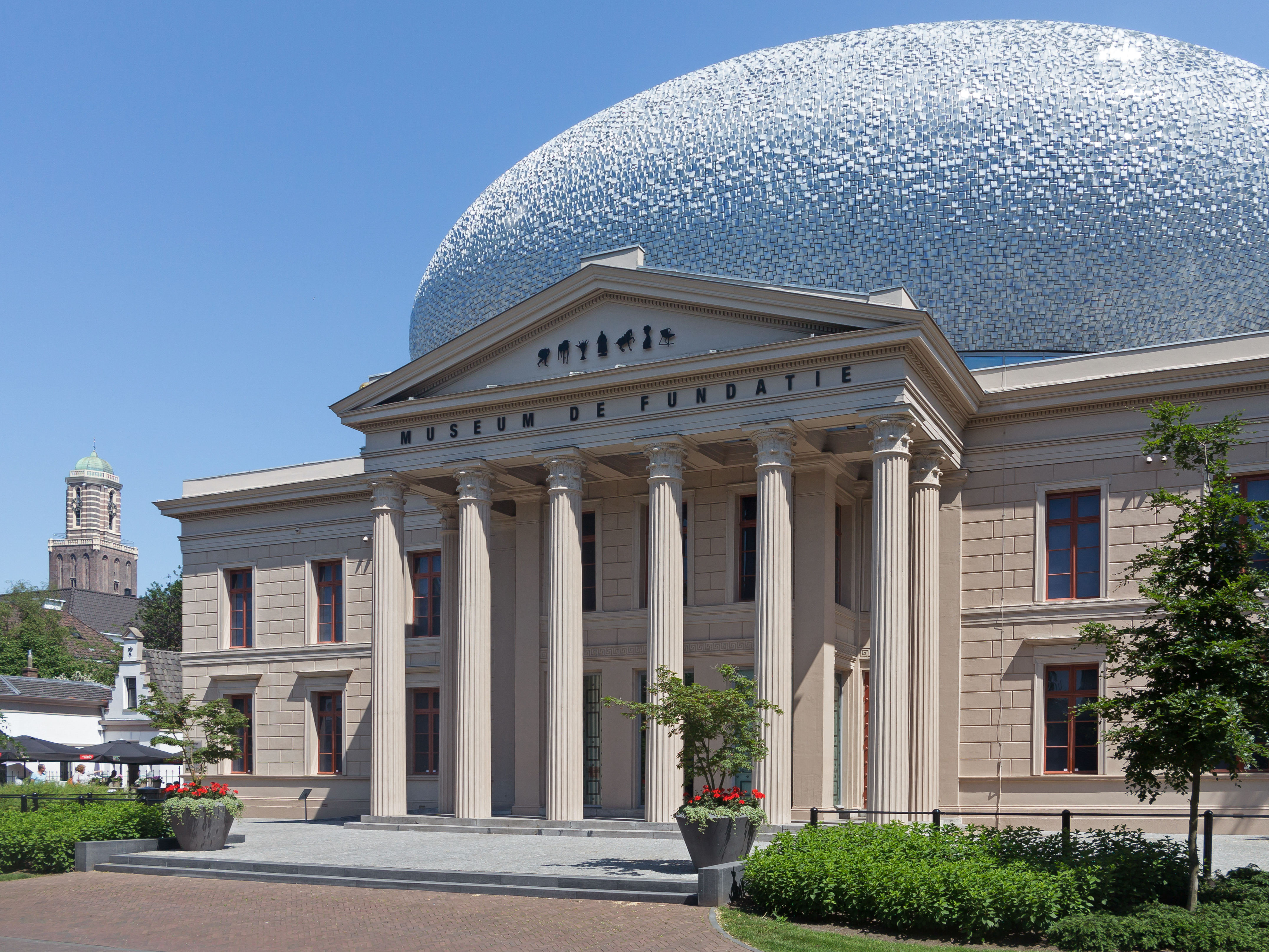
El museo (Museum de Fundatie)
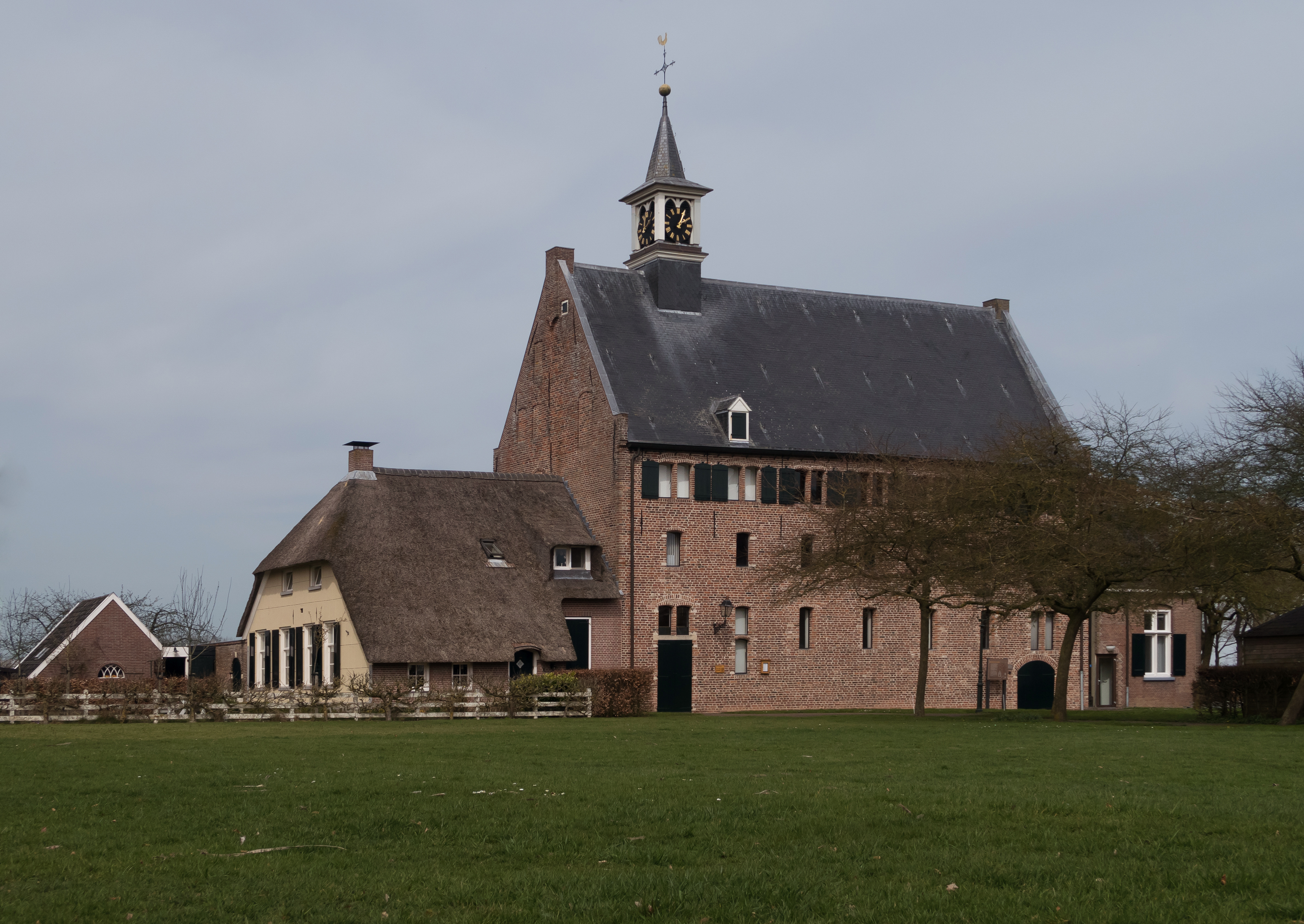
La iglesia protestante en windesheim
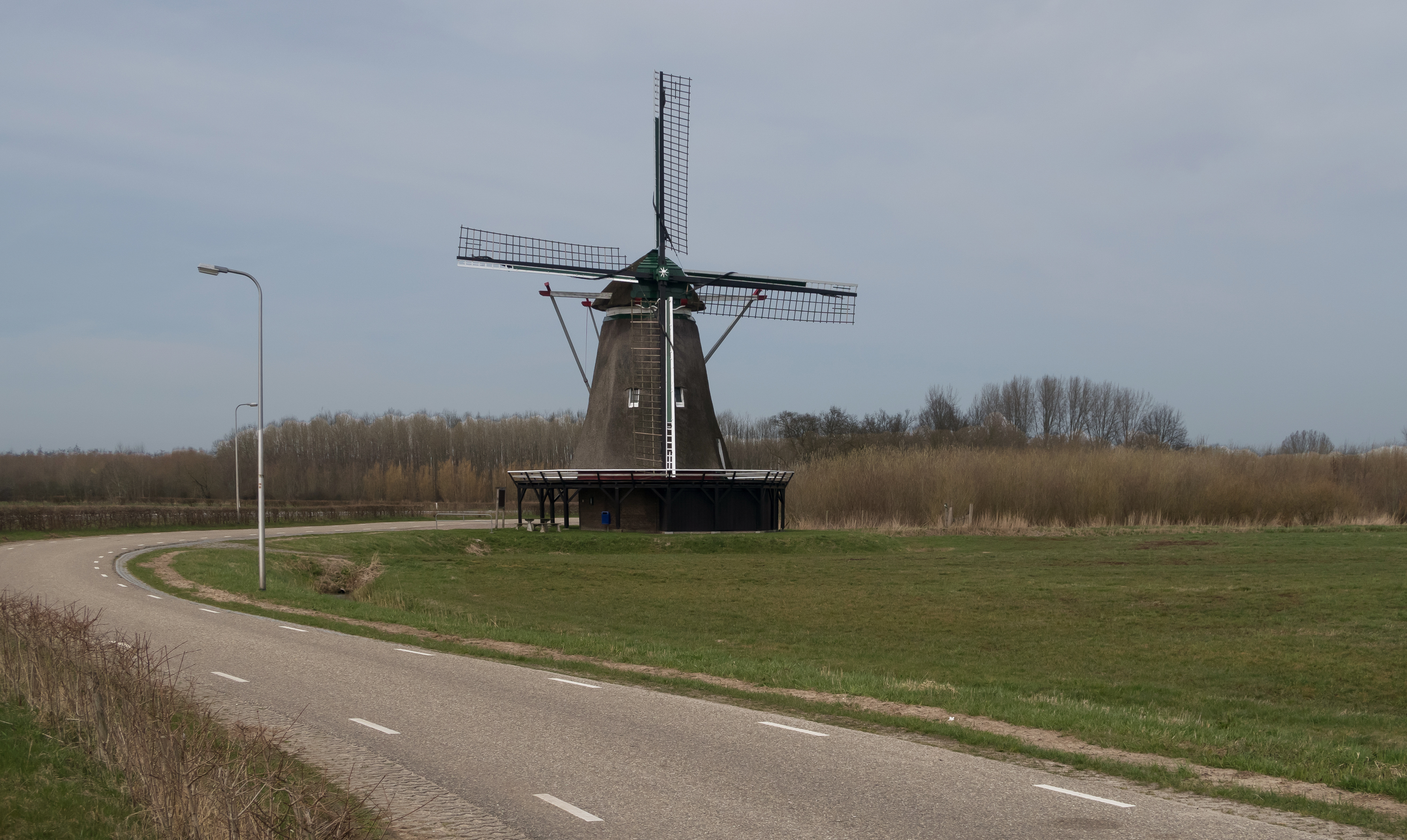
El molino (el Windesheimer Molen)

## Ciudades hermanas
- Lünen - Alemania.